# Керстін Вальтер
Керстін Вальтер (нім. Kerstin Walther; нар. 15 квітня 1961) — німецька легкоатлетка, яка спеціалізувалася на спринті.
На міжнародних змаганнях представляла НДР.

## Спортивні досягнення
Чемпіонка світу з естафетного бігу 4×400 метрів (1983).
Посіла 3-є місце в естафетному бігу 4×400 метрів на Кубку Європи (1983).
Чемпіонка Європи серед юніорів з бігу на 100 метрів, 200 метрів та естафетного бігу 4×100 метрів (1979).
Срібна призерка чемпіонату НДР з бігу на 400 метрів (1983). Чемпіонка НДР у приміщенні з бігу на 200 метрів (1983).
Ексрекордсменка світу з естафетного бігу 4×100 метрів — 41,53 (1983) та 41,37 (1985).